# Tetragnatha jaculator
Tetragnatha jaculator là một loài nhện trong họ Tetragnathidae.
Loài này thuộc chi Tetragnatha. Tetragnatha jaculator được miêu tả năm 1910 bởi Tullgren.